# Lake Tekapo

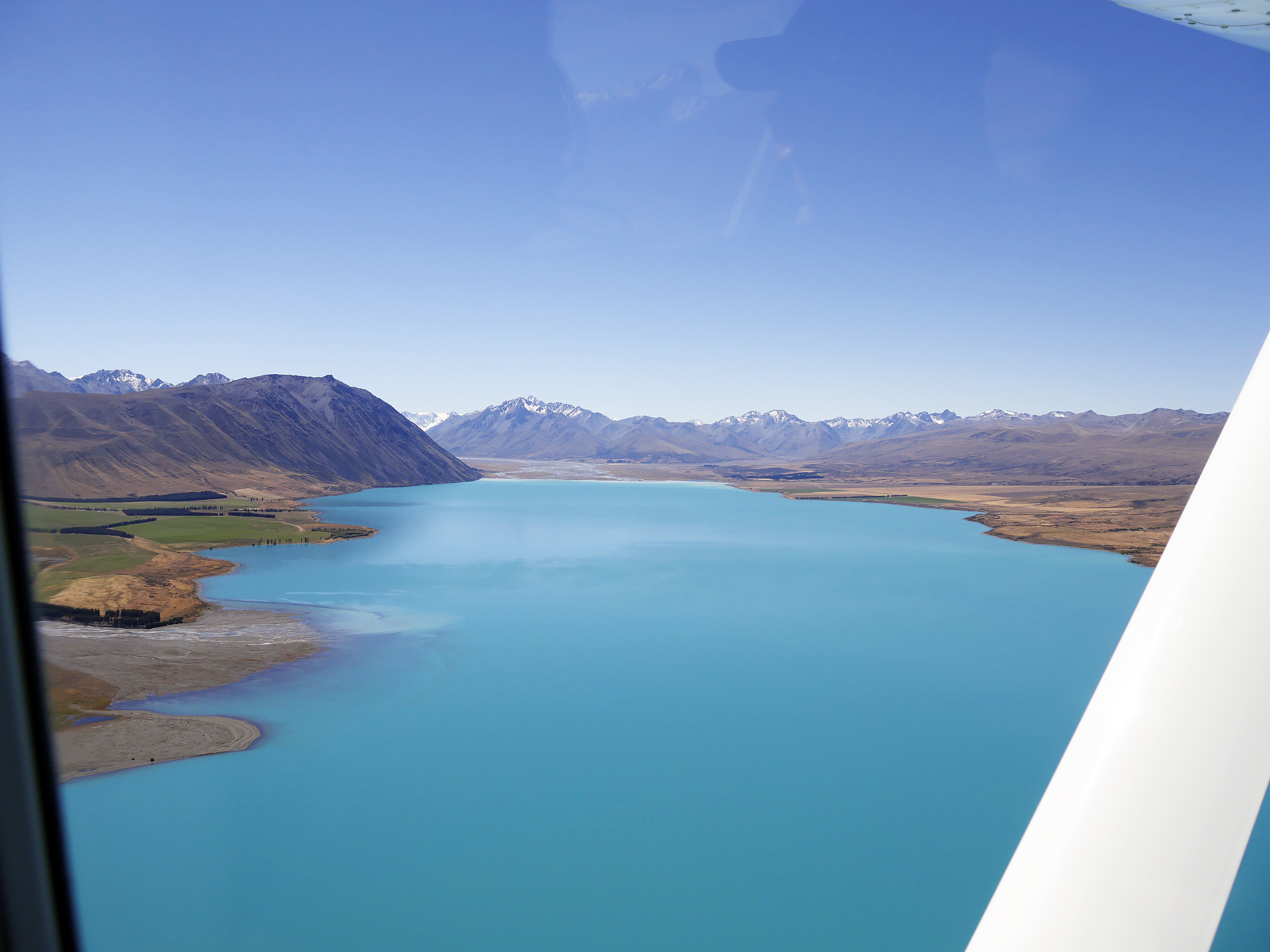
Lake Tekapo, Luftbildaufnahme
mit Blick von Süden auf den See

Der Lake Tekapo ist ein ehemaliger Gletschersee und nach seiner Aufstauung mit rund 95 km² der größte See der Region Canterbury auf der Südinsel von Neuseeland.

## Māori-Name
In der Sprache der Māori wird der See als Takapō bezeichnet.

## Geographie
Der Lake Tekapo liegt auf 710 m Höhe zentral im Mackenzie Basin der Region Canterbury und zählt damit zum Mackenzie District. Der See, der im Norden vom Schwemmland des Godley Rivers, im Osten von den Two Thumb Range und im Westen von den südlichen Ausläufern der Neuseeländischen Alpen begrenzt wird, hat eine Länge von 25 km und deckt eine Fläche von rund 95 km² ab. Neben vielen kleineren und größeren Bächen stellen von West nach Ost der Cass River, der Mistake River, der Godley River, der Macaulay River und der Coal River, die größten Zuflüsse des Sees dar. Hauptabfluss des Sees bildet das Wasserkraftwerk Tekapo A, das das Wasser des Sees nach der Stromerzeugung in den Tekapo Canal leitet. Ein Teil des Abflusses wird reguliert auch über den Tekapo River geleitet. In dem See befinden sich vier Inseln, wovon Motuariki Island die größere ist.
Landschaftlich ist der See von den umliegenden bis zu 1900 m hohen Bergen eingebettet, die nach Süden hin abflachen und den See hin zum nordöstlichen Rande des Mackenzie Basin leiten. Die Wetterscheide des Alpenkamms führt zu geringen Niederschlagsmengen von nur 575 mm pro Jahr.

## Umgebung und Beschreibung
Der See wird vornehmlich durch das Schmelzwasser der Gletscher Classen Glacier, Grey Glacier, Maud Glacier und Godley Glacier gespeist, was dem See im Zusammenhang mit dem feingeschliffenen Felsuntergrund eine türkisartige Farbe verleiht.
Am Südufer des Sees, in direkter Nähe zum Abfluss, befindet sich der kleine Ort Lake Tekapo, der den Namen des Sees trägt. In dem Ort befinden sich einige touristische Einrichtungen, die ihn zusammen mit dem See zunehmend als Tourismusziel attraktiv machen. Da die Region zwischen dem Lake Tekapo und dem Lake Pukaki kaum besiedelt ist und für ihren sehr dunklen, ohne Einflüsse künstlicher Beleuchtung versehenen Nachthimmel bekannt ist, entschied sich 1963 die University of Pennsylvania in Zusammenarbeit mit der University of Canterbury auf dem dem See naheliegenden Mount John ein astronomisches Observatorium zu errichten, das 1982 von der University of Canterbury als Mt John University Observatory weiter geführt wurde.

## Kraftwerke
Die Kraftwerke Tekapo A und B nutzten das Wasser des Lake Tekapo zur Stromerzeugung. Vom südlichen Ufer des Sees führt ein Tunnel (Länge 1,4 km, Durchmesser 6 m) in südwestliche Richtung zum Kraftwerk Tekapo A. Nach der Nutzung zur Stromerzeugung, wird das Wasser in den Tekapo Canal (Länge 25,5 km, Kapazität 130 m³/s) weiter zum Kraftwerk Tekapo B. geleitet.
Die Stauziele des Sees sind je nach Jahreszeit unterschiedlich: das minimale Stauziel liegt bei 701,8 m, das maximale bei 710,9 m über dem Meeresspiegel. Ungefähr 200 m vom Seeufer entfernt befindet sich ein Wehr (englisch Lake Tekapo Control Structure bzw. Gate 16) am Tekapo River, das den Abfluss aus dem See begrenzt. Es können maximal 850 m³/s abgeführt werden. Über das Wehr verläuft der SH 8. Ca. 2 km unterhalb des Gate 16 befindet sich ein weiteres Wehr (englisch Gate 17), das den Tekapo River zu einem kleinen See (englisch Lake George Scott) aufstaut. Über das Gate 17 kann Wasser in den Tekapo-Kanal oder in den ansonsten ausgetrockneten Tekapo River weitergeleitet werden.